# بين وارن
بين وارن (بالإنجليزية: Ben Warren)‏ هو لاعب كرة قدم أسترالية أسترالي، ولد في 11 فبراير 1989 في كوينزلاند في أستراليا.

## وصلات خارجية
- بين وارن على موقع AustralianFootball.com (الإنجليزية)
- بين وارن على موقع AFLtables.com (الإنجليزية)